# Paksha Paa
Paksha Paa ou Paksha Pa é uma iguaria da culinária do Butão.